# Sulpicius Severus

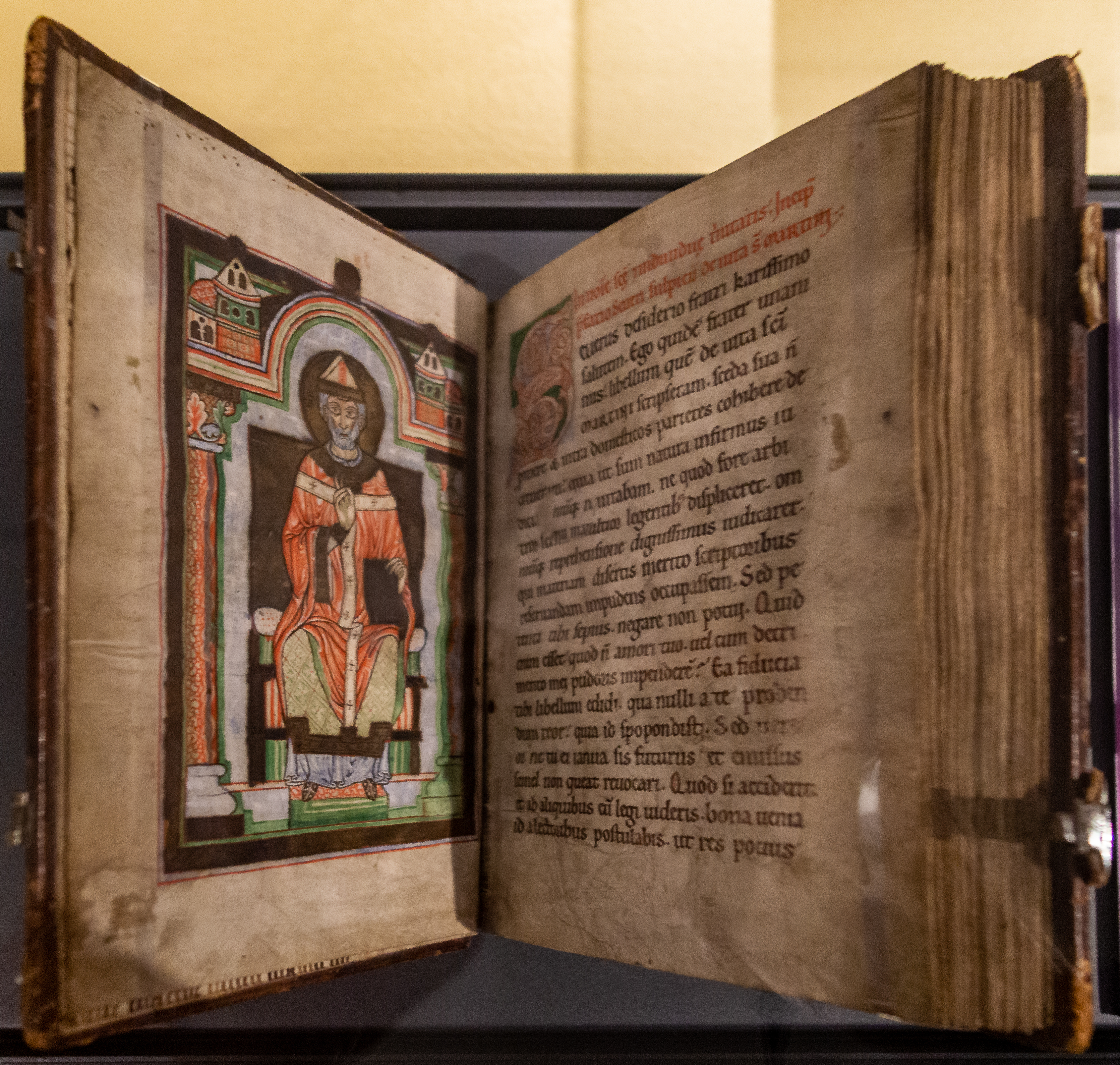
Vita Sancti Martini, Abschrift letztes Drittel 12. Jahrhundert, LWL-Museum für Kunst und Kultur, Inv.-Nr. BM 1756 (Leihgabe des Bistums Münster)

Sulpicius Severus (* um 363 in Aquitanien; † zwischen 420 und 425 in Südgallien) schrieb die erste Biografie des heiligen Martin von Tours.

## Leben
Sulpicius Severus war ein aquitanischer Aristokrat, der für die Beamtenlaufbahn vorgesehen war. Er wurde in klassischer Weise erzogen, Rhetorik studierte er wahrscheinlich bei Ausonius. Er heiratete die Tochter einer Bassula, der Name seiner Gattin ist jedoch unbekannt. Nach dem frühen Tod seiner Frau zog er sich zurück und trat in ein Kloster ein. Aus seiner Korrespondenz mit seinem Freund Paulinus von Nola erfährt man einiges über sein Leben, seine Ansichten und seine Aktivitäten als Klostergründer.
Sulpicius schrieb eine Weltgeschichte (Chronicorum Libri duo oder Historia sacra), die mit der Erschaffung der Welt beginnt und bis ins Jahr 400 reicht, dabei aber die Ereignisse auslässt, die im Neuen Testament geschildert sind. Sein Werk ist eine wichtige Informationsquelle zur Auseinandersetzung um den Arianismus und dem Priscillianismus, besonders hinsichtlich Galliens.
Sulpicius’ Leben des heiligen Martin begann er bereits zu dessen Lebzeiten (Martin starb 397). Er war mit Martin persönlich sehr gut bekannt. Das Werk wurde die beliebteste Biografie dieses populären Heiligen; diejenige des Paulinus von Périgueux entstand etwa ein Jahrhundert später. Die Lebensbeschreibung ist darüber hinaus eine wertvolle Quelle für den Beginn des Mönchtums in Europa. In der Martinsvita, drei Briefen und drei Dialogen über den Heiligen finden sich darüber hinaus interessante Details zur Alltagsgeschichte.

## Übersetzungen
- Aloys Bieringer: Ausgewählte Schriften des Sulpicius Severus. Kempten 1872.
- Pius Bihlmeyer: Die Schriften des Sulpicius Severus über den Heiligen Martin, Bischof von Tours (= Bibliothek der Kirchenväter. Band 20). Kempten und München 1914.